# Dmitriy Galyamin
Dmitriy Aleksandrovich Galyamin - em russo, Дмитрий Александрович Галямин (Moscou, 8 de janeiro de 1963) é um ex-futebolista russo. Se destacou no CSKA Moscou, onde atuou por dez anos. Também jogou na Espanha, por Espanyol e Mérida, onde parou de jogar, aos 32 anos de idade.
Galyamin disputou a Copa de 1994, onde a Rússia amargou a desclassificação na primeira fase. Antes, jogou pelas seleções da URSS (não foi convocado para a Copa de 1990) e da CEI (não convocado para a Euro 1992). 
Atualmente, ele é diretor de futebol do Zenit São Petersburgo.